# Finspång
Finspång – miejscowość (tätort) w południowej Szwecji w regionie Östergötland, siedziba gminy Finspång. Miasto położone jest 29 km na północny zachód od Norrköping.
Podstawą gospodarki miasta jest rozwinięty przemysł metalurgiczny (ABB Stal AB, Finspang Aluminium, Finspang Heat Transfer) o 300 letniej tradycji. Finspång jest także ważnym centrum kultury- znajduje się tu kilka kabaretów oraz muzeum kolejnictwa.

## Linki zewnętrzne

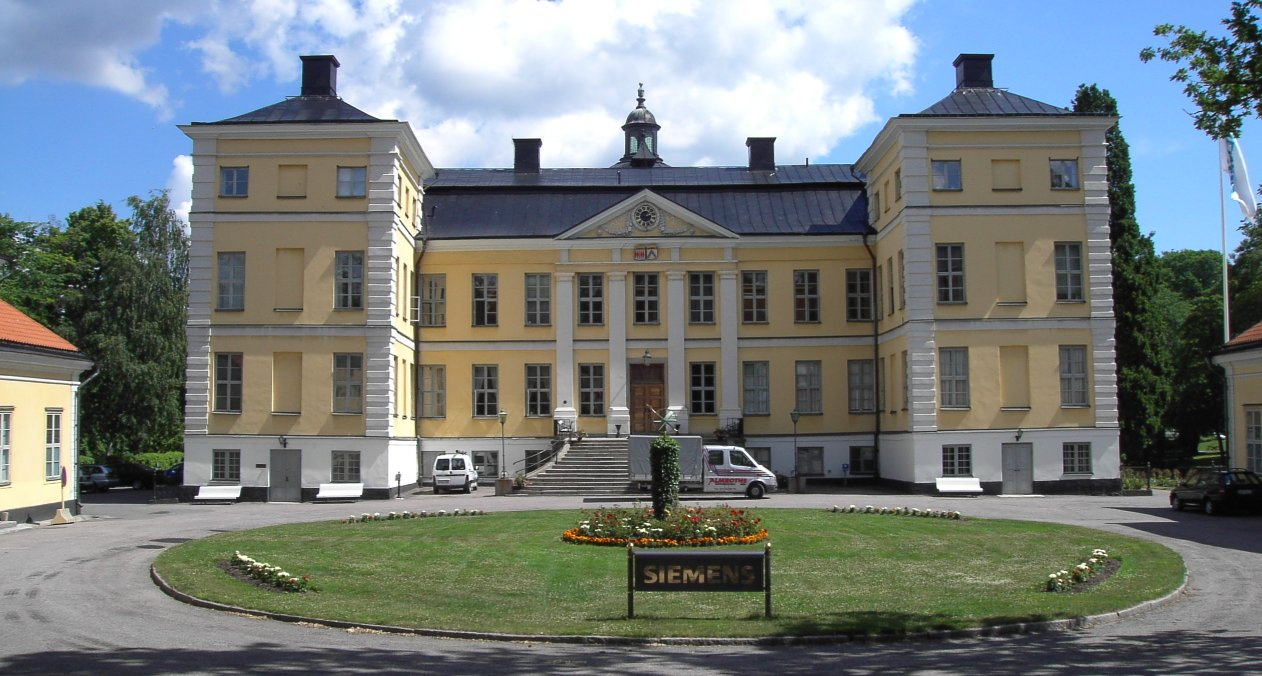
Zamek w Finspång